# Hama (riba)
Hama (lat. Argyrosomus regius) riba je iz porodice Sciaenidae ili sjenki. Kod nas se još naziva i krb. Nekada je bila rasprostranjena je po cijeloj našoj obali, naročito na ušćima rijeka (Cetina, Neretva), a danas se nalazi pred istrebljenjem, vrlo je rijetka. Ovo je najveća riba iz porodice sjenki, može narasti i do 230 cm duljine i preko 100 kg težine (najveći zabilježen primjerak je imao 103 kg). Ima izduljeno tijelo, oblika kapljice, lagano spljošteno. Usta su velika, s više redova zubiju u ustima. U donjoj vilici su 2-3 reda, a u gornjoj u dva. Srebrnasto sive je boje, s brončanim odsjajem na stranama, unutrašnjost ustiju narančasto-žućkasta, peraje sivkaste. Živi na dubinama 15 – 300 m, u kasno proljeće se približava obali, te ulazi u delte gdje se pari. Period parenja traje od travnja do srpnja. Po završetku perioda parenja vraćaju se na otvoreno more. Ova vrsta migrira duž obale ovisno o temperaturi, tako da je se može naći sjevernije ljeti, a tijekom zime u južnijim dijelovima. Izraziti je grabežljivac, proganja ribe i plivajuće rakove i glavonošce koji su joj glavna hrana. Danas se u Francuskoj i Italiji naveliko uzgaja za prehranu, jer je vrlo ukusna za jelo.

## Zanimljivost
Hama je jedna od riba koja je iskoristila napredak tehnologije te raširila svoje područje prebivanja. Naime, prolaskom kroz Sueski kanal hama se udomaćila i u Crvenom moru.

## Rasprostranjenost
Hama živi na istočnom dijelu Atlantika od Gibraltara do Konga, te po cijelom Mediteranu i Crnom moru. Danas živi i u Crvenom moru.

## Poveznice
|  | Zajednički poslužitelj ima još gradiva o temi Hama |
|  | Wikivrste imaju podatke o taksonu Hama             |